# دانشگاه مسیحی جارویس
دانشگاه مسیحی جارویس (JCU) یک دانشگاه خصوصی مسیحی سیاهپوست در کانتی وود، تگزاس است که در سال ۱۹۱۲ تأسیس شده‌است. در پاییز ۲۰۱۹ تعداد کل ثبت نام در مقطع کارشناسی ۸۶۷ نفر بود.

## تاریخچه
اگرچه برنامه‌های آموزشی رسمی در جارویس در ۱۳ ژانویه ۱۹۱۳ با ثبت نام ۱۲ دانش آموز آغاز شد، اما شروع فعالیت مدرسه مربوط به اوایل سال ۱۹۰۴ در زمانی که شاگردان سیاهپوست مسیح تگزاس شروع به برنامه‌ریزی برای مدرسه ای برای سیاه پوستان کردند است. سرگرد جیمز جارویس و همسرش آیدا ون زاندت جارویس زوج سفیدپوستی بودند که خانواده‌هایشان برده داشتند آنها زمینی را که مدرسه می‌توانست روی آن ساخته شود اهدا کردند. خانواده جارویس ۴۵۶ جریب فرنگی (۱۸۵ هکتار) به هیئت مأموریت زنان مسیحی مشروط بر اینکه به عنوان مدرسه ای برای سیاه پوستان نگهداری شود اهدا کردند. جارویس تنها کالج سیاهپوست تاریخی است که از دوازده کالج تأسیس شده توسط کلیسای شاگردان مسیح باقی مانده‌است. اولین شاگردان جارویس در بقایای یک اردوگاه قدیمی چوب بری و بعداً در یک کابین که اولین ساختمان چند منظوره مدرسه شد، آموزش دیدند.